# Parc naturel régional Livradois-Forez
Le parc naturel régional Livradois-Forez est un parc naturel régional situé sur trois départements français : le Puy-de-Dôme, la Haute-Loire et la Loire.
Avec Thiers comme principale ville et centre d'attraction, le parc s'étend du sud de l'Allier au nord de la Haute-Loire en débordant à l'ouest de la Loire pour suivre le tracé nord-sud de l'ancienne route nationale 106 dans le département du Puy-de-Dôme. Créé en 1985 à l'initiative du député-maire de Thiers Maurice Adevah-Pœuf, il devient un élément structurant de l'est puydômois.
Connu pour ses vallées naturelles, son cadre verdoyant et ses villes médiévales au savoir-faire ancestral, le parc naturel régional du Livradois-Forez s'impose comme étant une destination touristique à part entière depuis la création en 2015 d'un office de tourisme intercommunautaire réunissant les intercommunalités présentes dans le parc.

## Présentation

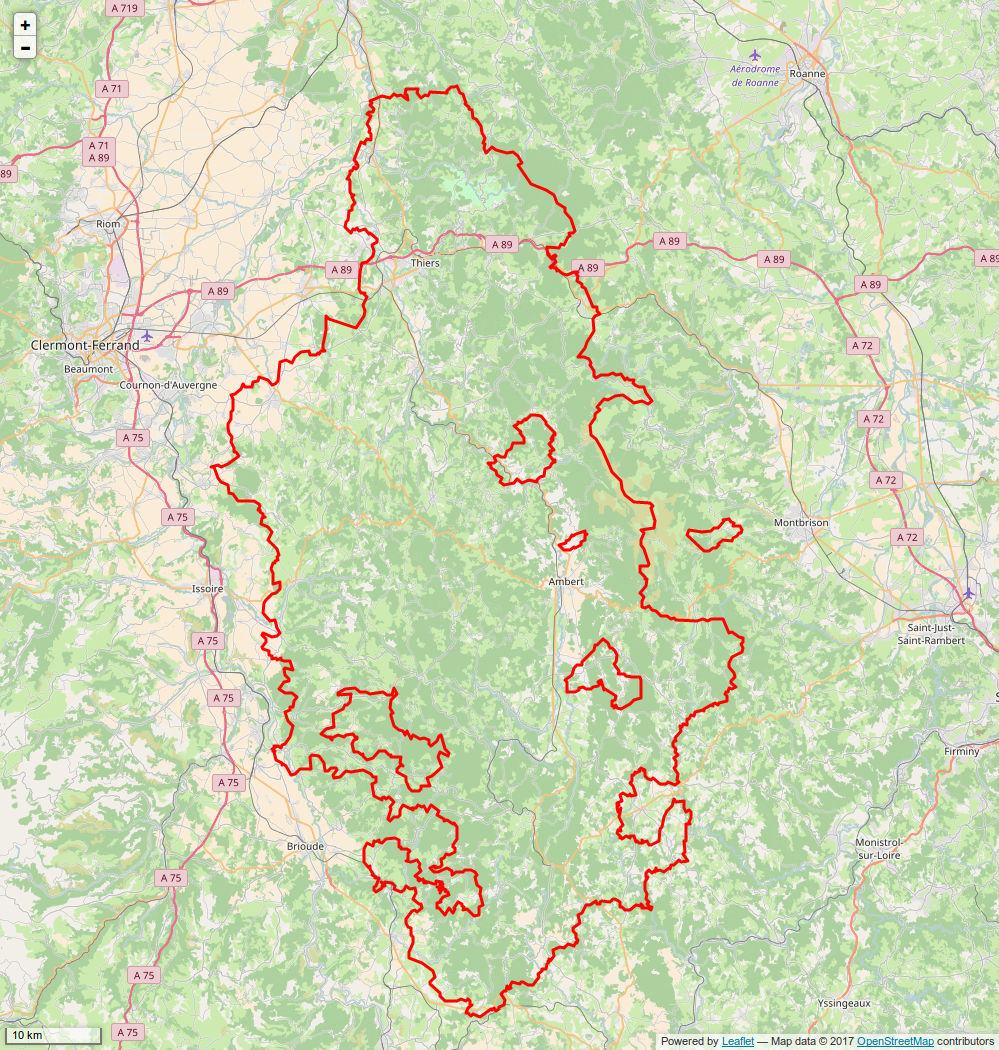
Périmètre du PNR en 2016.

Le parc est un syndicat mixte, auquel participent la région Auvergne-Rhône-Alpes, les départements du Puy-de-Dôme, de la Haute-Loire et de la Loire, 24 établissements publics de coopération intercommunale (EPCI) et 164 communes constituant l'aire labellisée parc naturel régional plus quatre communes associées.
Il est présidé, depuis octobre 2020, par Stéphane Rodier, maire de Thiers.
L'aire totale du parc (182 communes) occupe une superficie de 335 743 hectares (3 357,43 km2), pour une population totale de 111 205 habitants au recensement de 2015, dont le détail est le suivant :
- les 164 communes (classées et en attente de classement en 2018) totalisent une superficie de 307 124 hectares (3 071,24 km2) pour une population totale de 100 114 habitants ;
- les quatre communes associées (membres du syndicat mixte du Parc mais non classées PNR) : 5 216 hectares (52,16 km2), population totale 6 876 habitants ;
- les quatorze communes potentielles (incluses dans le périmètre d'étude de la révision de la charte du parc en 2008 mais n'ayant pas approuvé le document) : 23 303 hectares (233,03 km2), population totale 4 195 habitants.

## Histoire et formation du parc
Une association pour la création du Parc naturel régional Livradois-Forez est constituée en avril 1982 sous la présidence de Maurice Adevah-Pœuf (maire de Thiers et député du Puy-de-Dôme) et sur l'initiative de dix-sept élus réunis le 29 novembre 1981 au Brugeron.
Le syndicat mixte de gestion du parc Livradois-Forez est constitué en 1984. Le ministère de l'Environnement lui attribue son label en décembre 1985.
Le parc naturel régional Livradois-Forez est créé par délibération du conseil régional d'Auvergne le 4 février 1986. Sa Charte constitutive est révisée deux fois, le label est donc attribué de nouveau en 1998 ; un décret de renouvellement du classement en parc naturel régional pour les douze prochaines années est paru au Journal officiel le 27 juillet 2011. À l'occasion de cette dernière révision, pour la première fois cinq communes du département de la Loire adhèrent au parc : Noirétable, La Chamba, La Chambonie, Jeansagnière et Lérigneux.
Son siège social, originellement à Thiers, se trouve aujourd'hui sur le territoire de la commune de Saint-Gervais-sous-Meymont.

## Administration
Présidents successifs du parc naturel régional :
- Maurice Adevah-Pœuf, maire de Thiers et député ;
- 1998-2008 : Élie Fayette, maire de Sermentizon de 1982 à 2005[2] ;
- 2008-2020 : Tony Bernard, maire de Châteldon[3] ;
- depuis 2020 : Stéphane Rodier, maire de Thiers[3].

## Géographie
Situé à cheval sur les anciennes régions Auvergne et Rhône-Alpes, le parc qui s'étire du Nord au Sud sur 110 km sur les trois départements du Puy-de-Dôme, de la Loire et de la Haute-Loire est composé de 182 communes qui rassemblent 111 205 habitants en 2015.
L'altitude varie de 259 m (à Ris) à 1 631 m (à Job, correspondant au point culminant des Monts du Forez à Pierre-sur-Haute).
Quelques grandes zones géographiques :
- la vallée des Usines sur la commune de Thiers au nord du parc ;
- la vallée de la Dore, qui constitue une sorte d'épine dorsale du parc ;
- les monts du Forez avec des plateaux sommitaux recouverts de landes d'altitude appelées Hautes Chaumes ;
- le plateau de Craponne ;
- les pays coupés du Livradois ;
- les monts du Livradois, incluant les hauts plateaux forestiers ;
- les buttes et coteaux de la Comté, autour de Vic-le-Comte ;
- les buttes et coteaux de la région de Billom.

## Démographie
| Commune                         | Nombre d'habitants (2020) |
| ------------------------------- | ------------------------- |
| Thiers                          | 11 686                    |
| Ambert                          | 6 556                     |
| Vic-le-Comte (commune associée) | 5 336                     |
| Billom                          | 4 826                     |
| Courpière                       | 4 109                     |
| Puy-Guillaume                   | 2 644                     |
| Peschadoires                    | 2 103                     |
| Saint-Rémy-sur-Durolle          | 1 760                     |
| La Monnerie-le-Montel           | 1 624                     |
| Celles-sur-Durolle              | 1 635                     |
| Noirétable                      | 1 587                     |

Le parc est constitué de deux villes dites « majeures », Thiers avec une aire urbaine de 18 934 en 2015 et Ambert, un peu plus petite, avec 6 743 habitants la même année. D'autres aires urbaines viennent s'ajouter mais sont moins importantes.
La population de la majorité des plus grandes villes du parc connaît une diminution dans la seconde moitié du XXe siècle.

## Faune et flore
On rencontre de nombreux rapaces dans le parc naturel régional Livadois-Forez : autour des palombes, épervier, circaète Jean-le-Blanc, milan royal, buse, busard Saint-Martin, busard cendré, chouette de Tengmalm, chouette chevêche, chouette chevêchette, etc.
Le pic noir et le merle à plastron sont également des oiseaux présents dans ce parc.

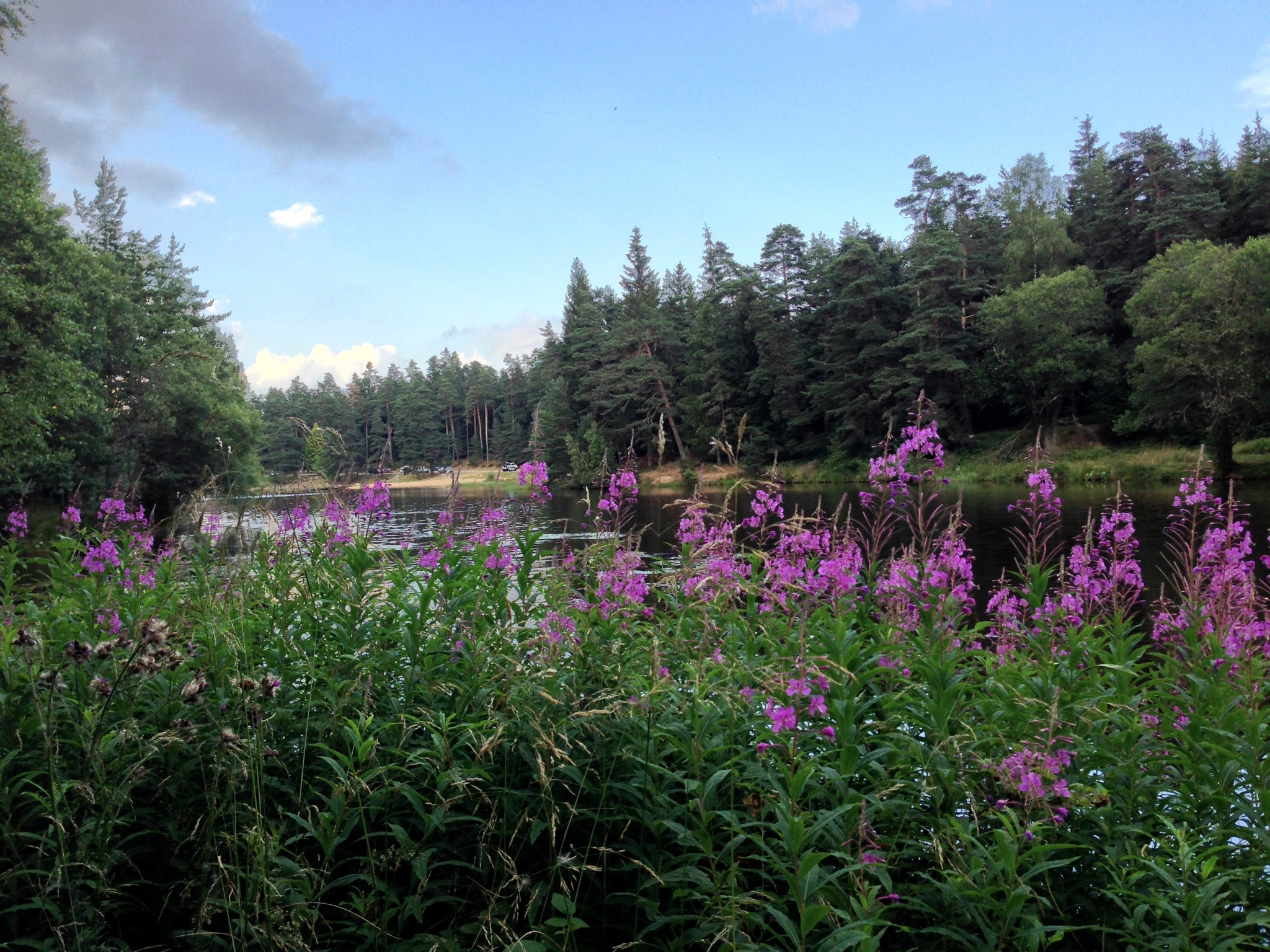
Plan d'eau à La Chaise-Dieu.

## Collectivités

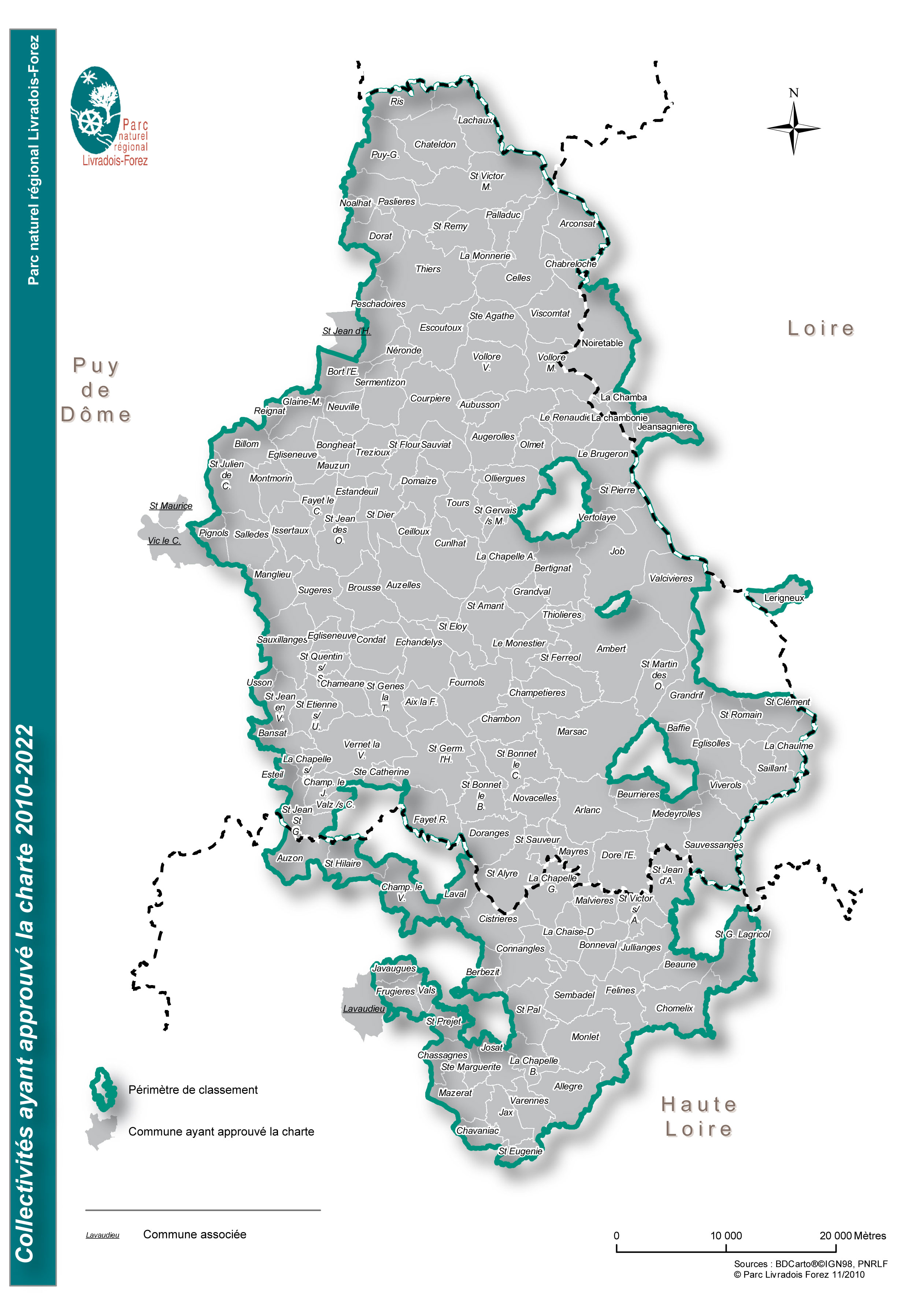
Carte administrative Charte 2010-2022.

Logo du parc, mettant en valeur une roue de moulin à eau et un hêtre.

Liste des collectivités (communes, établissements publics de coopération intercommunale, départements et régions) ayant approuvé la charte du Parc 2010-2022.

### Communes ayant approuvé la charte du Parc (2010-2022)
Département du Puy-de-Dôme
- Aix-la-Fayette
- Ambert
- Arconsat
- Arlanc
- Aubusson-d'Auvergne
- Augerolles
- Auzelles
- Baffie
- Bansat
- Bertignat
- Billom
- Bongheat
- Bort-l'Étang
- Brousse
- Le Brugeron
- Ceilloux
- Celles-sur-Durolle
- Chabreloche
- Chambon-sur-Dolore
- Chaméane
- Champagnat-le-Jeune
- Champétières
- La Chapelle-Agnon
- La Chapelle-sur-Usson
- Châteldon
- La Chaulme
- Condat-lès-Montboissier
- Courpière
- Cunlhat
- Domaize
- Doranges
- Dorat
- Dore-l'Église
- Échandelys
- Égliseneuve-des-Liards
- Égliseneuve-près-Billom
- Églisolles
- Escoutoux
- Estandeuil
- Esteil
- Fayet-le-Château
- Fayet-Ronaye
- Fournols
- Glaine-Montaigut
- Grandrif
- Grandval
- Isserteaux
- Job
- Lachaux
- Manglieu
- Marsac-en-Livradois
- Mauzun
- Mayres
- Medeyrolles
- Le Monestier
- La Monnerie-le-Montel
- Montmorin
- Néronde-sur-Dore
- Neuville
- Noalhat
- Novacelles
- Olliergues
- Olmet
- Palladuc
- Paslières
- Peschadoires
- Pignols
- Puy-Guillaume
- Reignat
- La Renaudie
- Ris
- Saillant
- Sainte-Agathe
- Saint-Alyre-d'Arlanc
- Saint-Amant-Roche-Savine
- Saint-Bonnet-le-Bourg
- Saint-Bonnet-le-Chastel
- Sainte-Catherine
- Saint-Clément-de-Valorgue
- Saint-Dier-d'Auvergne
- Saint-Éloy-la-Glacière
- Saint-Ferréol-des-Côtes
- Saint-Flour-l'Étang
- Saint-Genès-la-Tourette
- Saint-Germain-l'Herm
- Saint-Gervais-sous-Meymont
- Saint-Jean-des-Ollières
- Saint-Jean-en-Val
- Saint-Jean-Saint-Gervais
- Saint-Julien-de-Coppel
- Saint-Martin-des-Olmes
- Saint-Pierre-la-Bourlhonne
- Saint-Quentin-sur-Sauxillanges
- Saint-Rémy-sur-Durolle
- Saint-Romain
- Saint-Sauveur-la-Sagne
- Saint-Victor-Montvianeix
- Sallèdes
- Sauvessanges
- Sauviat
- Sauxillanges
- Sermentizon
- Sugères
- Thiers
- Thiolières
- Tours-sur-Meymont
- Trézioux
- Usson
- Valcivières
- Valz-sous-Châteauneuf
- Vernet-la-Varenne
- Vertolaye
- Viscomtat
- Viverols
- Vollore-Montagne
- Vollore-Ville

Département de la Haute-Loire
- Allègre
- Auzon
- Beaune-sur-Arzon
- Berbezit
- Bonneval
- La Chaise-Dieu
- Champagnac-le-Vieux
- Chavaniac-Lafayette
- La Chapelle-Bertin
- La Chapelle-Geneste
- Chassagnes
- Chomelix
- Cistrières
- Connangles
- Félines
- Frugières-le-Pin
- Javaugues
- Jax
- Josat
- Jullianges
- Laval-sur-Doulon
- Malvières
- Mazerat-Aurouze
- Monlet
- Sainte-Eugénie-de-Villeneuve
- Saint-Georges-Lagricol
- Saint-Hilaire
- Saint-Jean-d'Aubrigoux
- Sainte-Marguerite
- Saint-Pal-de-Senouire
- Saint-Préjet-Armandon
- Saint-Victor-sur-Arlanc
- Sembadel
- Vals-le-Chastel
- Varennes-Saint-Honorat

Département de la Loire
- La Chamba
- La Chambonie
- Jeansagnière
- Lérigneux
- Noirétable

Lors de la présentation et soumission de la nouvelle charte aux communes pour la période 2010-2022, 18 d'entre elles ont décidé de ne pas l'accepter et donc de quitter l'association. Mais neuf nouvelles se sont inscrites.
En 2017, les communes de Chalmazel-Jeansagnière, Saint-Bonnet-le-Courreau et Sauvain, dans la Loire et Chaumont-le-Bourg, Marat, Saint-Anthème et Saint-Just, dans le Puy-de-Dôme, ont rejoint le PNR.[réf. souhaitée]
En 2022, Roche (Loire), Chaniat, Collat, Montclard, Saint-Didier-sur-Doulon et Saint-Julien-d'Ance (Haute-Loire) rejoignent le PNR.[réf. souhaitée]

### Communes associées
- dans le Puy-de-Dôme : Saint-Jean-d'Heurs, Saint-Maurice et Vic-le-Comte[Off 2] ;
- dans la Haute-Loire : Lavaudieu[Off 2].

### Collectivités supra-communales
- Conseils régionaux d'Auvergne et de Rhône-Alpes[Off 2]
- Conseils généraux du Puy-de-Dôme, de la Haute-Loire et de la Loire[Off 2]
- Communauté d'agglomération de Loire Forez[Off 2]
- Communautés de communes[Off 2] :
  - dont le siège est dans le Puy-de-Dôme : Allier Comté Communauté, Bassin minier Montagne, Billom - Saint-Dier, Coteaux de l'Allier, Entre Allier et Bois Noirs, Entre Dore et Allier, Haut-Livradois, Livradois Porte d'Auvergne, Montagne Thiernoise, Pays d'Ambert, Pays d'Arlanc, Pays de Courpière, Pays de Cunlhat, Pays d'Olliergues, Pays de Sauxillanges, Thiers communauté et Vallée de l'Ance,
  - dont le siège est en Haute-Loire : Auzon Communauté, Brivadois, Pays de Craponne, Pays de Paulhaguet, Plateau de La Chaise-Dieu et Portes d'Auvergne,
  - dont le siège est dans la Loire : Montagnes du Haut Forez.

Après application de la loi NOTRe, le Parc s'étend sur onze intercommunalités :
- trois communautés d'agglomération : Agglo Pays d'Issoire, Loire Forez Agglomération et celle du Puy-en-Velay ;
- huit communautés de communes : Ambert Livradois Forez, Auzon Communauté, Billom Communauté, Brioude Sud Auvergne, Entre Dore et Allier, Mond'Arverne Communauté, Rives du Haut Allier et Thiers Dore et Montagne.

## Publications
Outre sa participation ponctuelle, à titre de soutien, à l'édition de divers ouvrages (historiques, etc.) publiés par divers éditeurs de la région, le parc édite une revue semestrielle, Livradois-Forez : Journal du Parc naturel régional Livradois-Forez, sur huit pages format 30 × 42 cm, en quadrichromie, dont le contenu est axé à la fois sur la protection de l'environnement, la vie sociale, les traditions et la culture.
Parmi les ouvrages auxquels le parc a apporté son concours, citons :
- Joseph Gagnaire, Les Fortifications médiévales du pays d'Ambert et ses abords[7]

## Films tournés dans le parc naturel régional Livradois-Forez

### Avant la création du parc
- 1965 : Les Copains, film français réalisé par Yves Robert
- 1976 : L'Argent de poche, film français de François Truffaut tourné à Thiers

### Depuis la création du parc
- 1990 : Uranus, film français réalisé par Claude Berri
- 1993 : Le Chasseur de la nuit, film français réalisé par Jacques Renard
- 1995 : Le Garçu, film français réalisé par Maurice Pialat
- 2002 : Être et avoir, film documentaire français réalisé par Nicolas Philibert
- 2004 : Les Choristes, film français réalisé par Christophe Barratier
- 2007 : Le Piano oublié, téléfilm français réalisé par Henri Helman
- 2020 : Cyrille, agriculteur, 30 ans, 20 vaches, du lait, du beurre, des dettes[8], film documentaire français réalisé par Rodolphe Marconi